# Tragedia omului

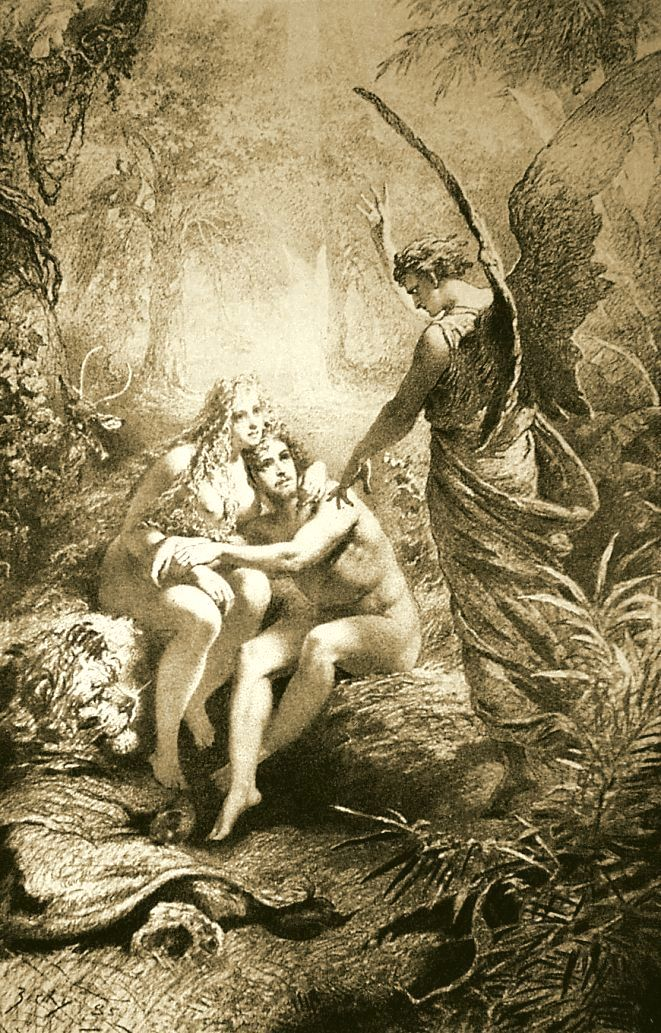
Alungarea din rai, ilustraţie de Mihály Zichy

Tragedia omului (în maghiară Az ember tragédiája) este o piesă de teatru scrisă de autorul maghiar Imre Madách și publicată pentru prima dată în 1861. Este o capodoperă a literaturii maghiare, jucată și în prezent pe scenă, fiind actuală datorită problemelor fundamentale pe care le dezbate. Multe din versurile acesteia sunt evocate ca citate.

## Prezentare
Este o lucrare filozofică de mare anvergură, aparținând genului poème d'humanité, Tragödie des Menschen, al cărui antecedent literar îl reprezintă Faust al lui Goethe.
Contextul social al operei se află în dualitatea specifică anilor 1850 și 1860, în special starea de frustrare generală provocată de înfrângerea Revoluției de la 1848, urmată de Compromisul austro-ungar din 1867.
Acestui fapt i se datorează caracterul conflictual al operei, lupta dintre pesimism și optimism. Autorul nu prezintă însă istoria acelei epoci, dezamăgirile personale sau noile perspective cultural-științifice, ci mai degrabă destinul și rolul marilor curente ideatice asociate cu acestea.
Este opera literară maghiară tradusă în cele mai multe limbi. În limba română a fost tradusă de Octavian Goga.
Radó György afirmă despre Tragedia omului că „este, fățiș și fără echivoc, științifico-fantastică nu numai în cele trei tablouri a căror acțiune se petrece în viitor, ci, în afară de tablourile de cadru, în toate tablourile istorice".

## Adaptări
Filmul Buna Vestire (Angyali üdvözlet), lansat în 1984, se bazează pe această piesă, ca și filmul de animație Tragedia omului din 2011, produs de Pannónia Filmstúdió.
În 2011 piesa de teatru a fost ecranizată ca un film de animație omonim în limba maghiară regizat de Marcell Jankovics, cu Tibor Szilágyi ca Dumnezeu, Mátyás Usztics ca Lucifer, Ágnes Bertalan ca Eva, Tamás Széles ca Adam și Piroska Molnár ca spiritul Pământului. Filmul a intrat în producție cu 23 de ani în urmă, în 1988.